# Shira Perlmutter
Shira Perlmutter, née en 1956, est une avocate américaine, professeure de droit et 14e Register of Copyrights (en), directrice du United States Copyright Office au sein de la Bibliothèque du Congrès.
Elle est également chercheuse au Centre de recherche sur la propriété intellectuelle d'Oxford de l'Université d'Oxford et co-auteure d'un ouvrage de référence : International Intellectual Property Law and Policy.

## Biographie

### Jeunesse et éducation
Perlmutter est la fille de Felice Davidson Perlmutter, professeur de travail social et d'administration sociale, et de Daniel Perlmutter, professeur de génie chimique. Elle et ses deux frères et sœurs, sa sœur Tova et son frère Saul, lauréat du prix Nobel de physique en 2011, ont grandi près de Philadelphie, en Pennsylvanie, et ont fréquenté des écoles quakers,.
Perlmutter est diplômée de l'université de Harvard, où elle a obtenu un Bachelor of Arts en linguistique, et de l'université de Pennsylvanie pour son Juris Doctor. Après avoir obtenu son diplôme de droit, elle a travaillé chez Paul, Weiss, Rifkind, Wharton & Garrison, s'occupant de litiges commerciaux généraux.

### Carrière
Elle a occupé plusieurs postes à responsabilités dans l'industrie des médias, à la Fédération internationale de l'industrie phonographique et chez Time Warner. En 1995, elle a été nommée première associée au registre des politiques et des affaires internationales au Bureau américain du droit d'auteur. Elle a été consultante en matière de droits d'auteur auprès du Conseil consultatif de l'administration Clinton sur l'infrastructure nationale de l'information en 1994-1995.
En 2020, elle est nommée à la tête du Bureau américain du droit d'auteur.

### Licenciement
Perlmutter a été renvoyée par l'administration Trump, selon un rapport du 10 mai 2025. Le licenciement est intervenu après que Perlmutter et son bureau ont publié un long rapport sur l'intelligence artificielle, remettant en question l'utilisation de contenus protégés par le droit d'auteur pour entraîner les modèles d'IA,.
La directrice de la Bibliothèque du Congrès Carla Hayden, qui avait nommé Perlmutter à son poste, avait été licenciée brusquement et sans explication par Trump plus tôt dans la semaine suscitant des critiques similaires.